# NGC 5863
NGC 5863 este o intermediate spiral galaxy⁠(d) situată în constelația Balanța. A fost descoperită în 1886 de către Ormond Stone⁠(d). Se află la o distanță de 41,3 de megaparseci de Pământ.